# Bravely Default
Bravely Default (bản phát hành ở Nhật là Bravely Default: Flying Fairy) là một trò chơi nhập vai do Silicon Studio phát triển cho máy chơi trò chơi điện tử cầm tay Nintendo 3DS. Bản đầu tiên của Bravely Default phát hành vào năm 2012, phiên bản mở rộng For the Sequel phát hành sau đó vào năm 2013 tại Nhật Bản, Châu Âu và Úc, rồi vào năm 2014 ở Bắc Mỹ. Square Enix là đơn vị phát hành trò chơi ở Nhật Bản, còn Nintendo xuất bản sản phẩm ra nước ngoài. Game sử dụng hệ thống chiến đấu theo lượt và hệ thống nghề nghiệp, kết hợp các tùy chọn với khả năng của từng nghề, điều chỉnh tốc độ chiến đấu và tỷ lệ gặp phải trận đánh ngẫu nhiên.
Bravely Default lấy bối cảnh ở thế giới giả tưởng Luxendarc vốn được giữ cân bằng bởi bốn tinh thể. Crystal Orthodoxy là một tổ chức tôn giáo có tầm ảnh hưởng trên toàn thế giới, chịu trách nhiệm bảo vệ thế giới đó. Một ngày nọ, thế lực bóng tối hủy hoại các tinh thể khiến cả thế giới rơi vào hỗn loạn. Agnès Oblige, Vestal của Wind Crystal, buộc phải bắt đầu một hành trình thức tỉnh các tinh thể. Đồng hành cùng Agnès là Tiz Arrior, người duy nhất sống sót ở xứ Norende, tiếp đến là Ringabel bị mất trí nhớ và Edea Lee, kẻ lưu vong xứ Eternia. Tất cả đều có nhiệm vụ đánh thức những viên tinh thể và đối đầu với tai họa khủng khiếp hơn đứng đằng sau sự kiện.
Tác phẩm dựa trên phần tiếp theo của Final Fantasy: The 4 Heroes of Light. Từng là nhà sản xuất The 4 Heroes of Light, nay Asano Tomoya quay trở lại vai trò này với Bravely Default. Trò chơi chịu ảnh hưởng từ game và phim ảnh trên truyền hình phương Tây. Những yếu tố đặc trưng đều lấy cảm hứng từ loạt Dragon Quest và Higurashi When They Cry. Revo của nhóm Sound Horizon phụ trách sáng tác phần âm nhạc, lấy cảm hứng từ những dòng game kinh điển như Dragon Quest và SaGa.
Tháng 9 năm 2011 Bravely Default công bố lần đầu với vai trò là một phần của dòng sản phẩm nổi bật nhất năm 2012 của Nintendo dành cho hệ máy 3DS. Trong thời gian chuẩn bị phát hành, nhóm phát triển từng phát hành nhiều bản chơi thử rồi điều chỉnh trò chơi theo các phản hồi của người chơi. Phiên bản For the Sequel được bản địa hóa mà không có bất kỳ phụ đề nào và phát hành ra nước ngoài. Ở cả Nhật Bản và hải ngoại, Bravely Default đều đạt doanh thu cao và nhận sự hoan nghênh từ giới phê bình. Những lời khen ngợi thường nhằm vào lối chơi, kết hợp giữa mechanic truyền thống và các yếu tố mới, cùng với cốt truyện, đồ họa và âm nhạc. Các chỉ trích đa phần hướng về giai đoạn cuối game, do tính đơn điệu và các yếu tố lập đi lập lại nhàm chán của thể loại trò chơi nhập vai xã hội, cũng như âm nhạc không có thay đổi gì nhiều. Bravely Default tạo ra nhiều phương tiện truyền thông và phần spin-off khác.
Phần tiếp theo, Bravely Second: End Layer phát hành vào năm 2015 ở Nhật Bản và năm 2016 ở nước ngoài cho hệ máy Nintendo 3DS. Một phần tiếp theo khác nữa là Bravely Default II ra mắt ngày 26 tháng 2 năm 2021 cho hệ máy Nintendo Switch.

## Cách chơi
Bravely Default là một trò chơi nhập vai (RPG), gồm một nhóm bốn nhân vật phiêu lưu trong thế giới Luxendarc giả tưởng. Khi di chuyển trong các thị trấn, dungeon và ngoài bản đồ thế giới, người chơi điều khiển nhân vật theo góc nhìn của người thứ ba, từ trên cao xuống: nhân vật vẫn đứng yên, máy quay phóng to ra một góc nhìn xa. Màn hình trên của máy Nintendo 3DS hiển thị những yếu tố môi trường, còn màn hình dưới hiển thị bản đồ, số liệu thống kê của nhóm cùng các thông tin khác như menu món đồ. Trên bản đồ thế giới, chu kỳ ngày–đêm làm thay đổi sự hiện diện của kẻ địch. Sau một thời điểm nhất định trong cốt truyện, người chơi có thể sử dụng thuyền bay để tăng tốc độ di chuyển và tiếp cận các khu vực không thể lui tới trước đây.
Ở thị trấn, người chơi có thể tương tác với các nhân vật không phải người chơi (NPC), mua món đồ hoặc phép thuật tại các cửa hàng, mua hoặc bán vũ khí và trang bị hoặc nghỉ ngơi tại nhà trọ để hồi phục máu (HP) và điểm phép thuật (MP). Trong tất cả môi trường, nhóm có thể tìm thấy các rương chứa món đồ, vũ khí hoặc trang bị. Vào một số thời điểm nhất định, tùy chọn "Trò chuyện nhóm" xuất hiện, cho phép cho người chơi có quyền lựa chọn bắt đầu cuộc trò chuyện giữa các thành viên trong nhóm. Trong quá trình phiêu lưu, kẻ địch xuất hiện thông qua những cuộc chạm trán ngẫu nhiên: ngoài trận chiến, tỷ lệ chạm trán có thể điều chỉnh từ cao xuống thấp. Game có nhiều độ khó khác nhau, có thể điều chỉnh tự do ngoài trận chiến.
Ngoài nhiệm vụ chính, Bravely Default tận dụng hết mức tính năng Streetpass mới của 3DS. Trọng tâm của trò chơi là tái thiết lại ngôi làng Norende đã bị phá hủy vào đầu game. Ngôi làng được xây dựng trên nền đất mới, sau khi dỡ bỏ các chướng ngại vật và sẵn sàng để xây dựng. Việc xây dựng lại này kết hợp các yếu tố trò chơi xã hội: bạn bè mà người chơi gặp qua StreetPass. Người chơi sẽ gửi những lời mời trực tuyến, kêu gọi bạn bè trở thành cư dân làng và xây dựng những tòa nhà khác nhau như nhà ở và cửa hàng. Khoảng thời gian để hoàn thành một dự án phụ thuộc vào số lượng bạn bè chịu nhận việc, mất từ vài ngày đến vài tuần. Việc tăng số lượng dân làng sẽ đẩy nhanh quá trình tái thiết thị trấn. Trong quá trình xây dựng, người chơi có quyền trao tặng các món đồ và trang bị mới. Xây các tòa nhà riêng lẻ sẽ đem về điểm kinh nghiệm, cấp quyền truy cập vào những phần thưởng lớn hơn và người chơi có thể điều chỉnh từng loại món đồ được thưởng. Những con trùm đặc biệt Nemeres thiết kế theo kiểu tùy chọn ngẫu nhiên sẽ xuất hiện trong khu vực. Đánh bại chúng sẽ nhận phần thưởng đặc biệt.

### Hệ thống chiến đấu

Ảnh chụp màn hình một trận chiến trong Bravely Default, cho thấy cả nhóm đang chiến đấu với một nhóm kẻ địch. Trận chiến được hiển thị trên màn hình phía trên, trong khi menu lệnh của nhóm được hiển thị bên dưới.

Trận chiến có hai loại: chạm trán ngẫu nhiên với kẻ địch bình thường và nhất định với các trận đánh trùm. Hệ thống chiến đấu xoay quanh kiểu chiến đấu theo lượt: mỗi bên được phép thực hiện một hoặc nhiều hành động, mỗi nhân vật có các chuyển động và lệnh độc lập: những hành động này bao gồm tấn công bằng vũ khí được trang bị, sử dụng phép thuật hoặc sử dụng một món đồ. Cả nhóm cũng có tùy chọn để rút lui gần như là hầu hết các trận chiến. Hai tùy chọn mới cho hệ thống chiến đấu là Brave và Default. Điểm dũng cảm (Brave Point – BP) quy định số lượng hành động mà một nhân vật hoặc kẻ địch có thể thực hiện trong một lượt, cùng với việc thực hiện một số khả năng nhất định. Các thành viên trong nhóm có thể sử dụng BP thành các số âm, cho phép thực hiện tối đa bốn hành động trong một lượt duy nhất. Khi thanh BP rơi xuống âm, phải đợi bộ đếm HA về 0, trước khi có thể hoạt động trở lại. BP tự hồi phục sau mỗi lượt. Ngoài ra, bất kỳ thành viên nào trong nhóm cũng có thể Default, lệnh này giúp giảm thiệt hại do các đòn tấn công của kẻ địch và tích lũy BP.
Một loại sức mạnh bổ sung khác là Bravely Second, có khả năng đóng băng thời gian của kẻ địch, cho phép một thành viên trong nhóm di chuyển bốn lần trong một lượt đánh bất kỳ. Bravely Second yêu cầu SP, một loại tiền tệ tự tăng thêm khi Nintendo 3DS ở chế độ ngủ hoặc thông qua việc mua SP Drink thông qua giao dịch ảo trong game. Người chơi có thể điều chỉnh tăng tốc độ chiến đấu trong giao tranh hoặc cho nó ở mức bình thường.
Gắn liền với hệ thống chiến đấu là hệ thống Job: bắt đầu bằng Freelancer, sau đó có thể kiếm thêm Job bằng cách thu thập những viên đá quý Asterisks từ việc đánh bại quái trùm. Có 24 Job, từ Valkyrie nhanh nhẹn, cho đến White và Black Mage chuyên về chữa bệnh và chiến đấu, cũng như thi triển phép thuật. Mỗi Job có những điểm mạnh và yếu khác nhau trong trận chiến. Ngoài trận chiến, nhân vật có thể được chỉ định bất kỳ Job nào. Ngoài các kỹ năng của Job đang có thì còn có thể học kỹ năng của Job thứ hai, cho phép tự do tùy chỉnh và kết hợp các kỹ năng của nhiều Job trong trận chiến. Sau khi có được Summoner Job, nhân vật có thể triệu hồi quái vật để tung ra các đòn tấn công gây sát thương cao lên tất cả kẻ địch. Nhân vật bạn bè cũng có thể triệu hồi từ phần game của người chơi khác: càng sử dụng nhiều, nước đi của họ càng trở nên hiệu quả. Mô tả về những kẻ địch bị đánh bại, cùng với các bản tóm tắt câu chuyện và miêu tả về các địa điểm đều được đưa vào một mục có tên là nhật ký của D.
Trong một số điều kiện nhất định, các nhân vật có thể thực hiện Special Moves, đây là chiêu thức cực mạnh có thể tùy chỉnh và gắn liền với Job: sau khi chọn Special Moves, toàn bộ nhóm được tăng sức trong một khoảng thời gian nhất định. Giai đoạn này được thể hiện bằng một giai điệu cụ thể phát trên nhạc nền chiến đấu bình thường. Nhiều yếu tố khác nhau có thể được thêm vào Special Moves, chẳng hạn như phù phép trạng thái bệnh lên kẻ địch, phục hồi HP và MP, hay trạng thái miễn nhiễm tạm thời cho nhóm. Việc tùy chỉnh các Special Moves gắn liền trực tiếp với việc tạo ra các cửa hàng trong quá trình xây dựng lại Norende.
Điểm kinh nghiệm nhận được khi kết thúc trận chiến sẽ thăng cấp cho nhân vật và Job, mở khóa các khả năng mới cũng như tăng chỉ số như HP và MP. Đáp ứng đủ các điều kiện nhất định cũng tăng lượng tiền thưởng. Khả năng và cấp độ Job cũng có thể mượn từ bạn bè trực tuyến thông qua một tính năng được gọi là Abilink, bất kể cấp độ hiện tại của họ.

## Cốt truyện
Bravely Default lấy bối cảnh ở một thế giới tên là Luxendarc, với tổ chức Crystal Orthodoxy đóng vai trò bảo vệ và giữ cân bằng cho thế giới này. Một ngày nọ, thế lực bóng tối tàn phá những tinh thể, đẩy thế giới rơi vào hỗn mang với vô số tai họa. Vestal của Wind Crystal (tinh thể gió) là Agnès Oblige đã trốn thoát được khi những tín đồ khác hi sinh để bảo vệ cô. Cùng lúc đó, một hố sâu khổng lồ đột ngột nứt ra bên dưới ngôi làng Norende khiến tất cả dân làng đều thiệt mạng, ngoại trừ chàng chăn cừu trẻ tuổi Tiz Arrior. Khi quay trở lại vực với hy vọng tìm thấy những người sống sót khác, anh gặp Agnès và tiên nữ cộng sự Airy. Sau đó, cả ba bị lực lượng từ Công quốc Eternia tấn công. Bọn chúng đang tìm cách ngăn Agnès đánh thức những viên tinh thể. Sau khi đánh bại những tay lính, Tiz quyết định đồng hành cùng Agnès với tư cách là người bảo vệ cô. Họ quay trở lại Caldisla và gặp một anh chàng bị mất trí nhớ tên là Ringabel. Anh sở hữu một cuốn sách có thể dự đoán các sự kiện trong tương lai. Ngoài ra, họ còn gặp Edea Lee, một người lính phe Eternia; cô đánh mất niềm tin, vỡ mộng và quyết định bỏ trốn khỏi lực lượng sau khi chứng kiến tội ác chiến tranh của vị sĩ quan chỉ huy. Cả nhóm du hành đến ba trong bốn ngôi đền và đánh thức từng viên tinh thể khỏi bóng tối, đồng thời phải đối mặt với lực lượng của Eternia.
Trong suốt hành trình, nhóm còn được Hiền nhân cổ đại Yulyana (Sage Yulyana) và Lãnh chúa DeRosso bất tử (Lord DeRosso) giúp đỡ. Cuối cùng họ đến được Eternia, quê hương của Earth Crystal và buộc phải đánh bại người trị vì của Công quốc là Braev Lee, cũng chính là cha của Edea. Sau đó, một cột ánh sáng sau đó trong Great Chasm khi Earth Crystal được đánh thức. Airy hướng dẫn những người khác đưa cô đến Pillar of Light. Sau khi cả nhóm cố gắng chống cự lại bạn thân của Edea là Hiệp sĩ bóng đêm Alternis Dim (Dark Knight Alternis Dim), một người có khuôn mặt giống hệt Ringabel, thì nghi thức của Airy đột ngột đưa họ vào một thế giới song song.
Cuộc hành trình bị lặp lại nhiều lần. Trong mỗi thế giới mà nhóm du hành qua, họ lại tìm thấy và đánh thức những viên tinh thể bị hỏng, Airy thực hiện nghi thức rồi cả nhóm lại bị ném vào một thế giới song song mới. Ở mỗi lần lặp đó, họ lại khám phá ra các các tình huống khác nhau mà họ gặp phải trong thế giới thực của chính họ và dần dần biết được một số sự thật về bản thân cũng như kẻ địch. Gần như tất cả những người Eternia mà nhóm phải đối mặt đều do Braev thu nhận vì lòng trắc ẩn. Binh lính Ertenia đa phần là những người bị Orthodoxy ruồng bỏ. Yulyana và DeRosso hóa ra là đồng minh của Braev đồng thời là nhân vật chủ chốt trong việc thanh tẩy Orthodoxy khỏi sự mục ruỗng. Trong chuyến đi, cả Yulyana và DeRosso đều đưa ra những lời cảnh báo tinh ý cho Tiz và Agnès biết về ý định của Airy. Ringabel lộ ra thân phận là một phiên bản của Alternis Dim, người bị kéo vào nhóm của Luxendarc. Anh từ từ lấy lại ký ức khi đi theo nhóm ở thế giới của mình trước khi chứng kiến họ bị Airy giết sau khi cô biến thành quái vật. Trên thực tế, Airy đã thao túng cả nhóm và sử dụng các viên tinh thể để liên kết các thế giới. Cô làm điều này là để chủ nhân của cô, ác quỷ Ouroboros có thể tiếp cận và chinh phục Thiên giới (Celestial Realm).
Tùy thuộc vào người chơi, sẽ có hai kết thúc diễn ra:
- Kết thúc bình thường: xảy ra nếu Agnès phá hủy một trong các tinh thể sau khi phát giác ra kế hoạch của Airy, Airy sẽ giận dữ phản công. Sau đó, cả nhóm đuổi theo cô đến Dark Aurora và đánh bại cô, bất chấp những lời trăn trối rằng chính ác quỷ Ouroboros mới là mối đe dọa cho thế giới.
- Kết thúc kịch tính: người chơi đánh thức các viên tinh thể trên cả bốn thế giới, Airy lộ mặt và bị đánh bại. Cả nhóm đi đến gặp Yulyana và DeRosso, họ tiết lộ thông điệp của một "thiên thần", đó là một phiên bản của Agnès, từ một thế giới khác, đã chết do sự phản bội của Airy; cả hai lên kế hoạch cho sự xuất hiện của Ouroboros, và tất cả quyết tâm ngăn chặn con quỷ. Họ đi đến Dark Aurora và đánh bại Airy rồi bị Ouroboros nuốt chửng. Sau khi biết Tiz vẫn còn sống và bị giam giữ ở Celestial Realm. Ouroboros tấn công, DeRosso hi sinh để ngăn chặn sự tái sinh của hắn. Cả nhóm dừng lại khi Ouroboros bắt đầu hút lấy các thế giới để lấy lại sức mạnh, nhưng các phiên bản của họ từ các thế giới khác đột ngột xuất hiện, phá vỡ các liên kết được tạo ra bởi Ouroboros, giúp họ có cơ hội tiêu diệt hắn. Trước khi con đường giữa các thế giới đóng lại, họ kịp quay trở lại thế giới của riêng mình.

Trong phần kết, Agnès và Edea quay lại nhóm để cải thiện mối quan hệ tốt hơn giữa Orthodoxy và Duchy; Ringabel trở về thế giới của chính mình và lấy lại danh tính là Alternis Dim; Tiz bị hôn mê sau khi đi đến khu nghĩa trang của Caldisla và giải phóng Celestial Being bên trong anh. Trong một đoạn phim đặc biệt giới thiệu phần thứ hai, Tiz tỉnh dậy trong một bể nước hỗ trợ sự sống ở Eternia, trước khi được giải cứu khỏi Magnolia Arch bí ẩn.

## Phát triển
Theo nhà sản xuất Asano Tomoya, Bravely Default được coi như phần tiếp theo của Final Fantasy: The 4 Heroes of Light (2009) và sẽ là một phần của loạt Final Fantasy. Sau khi hoàn thành The 4 Heroes of Light, Asano xem xét mình muốn làm gì tiếp theo. Mặc dù có nhiều lựa chọn để phát triển thứ gì đó thuộc về Square Enix, ông vẫn muốn tạo ra một thương hiệu mới. Trong giai đoạn khởi đầu, đội ngũ phát triển gốc đã liên hệ với Silicon Studio. Trước đây studio này chuyên làm công việc phát triển phần mềm trung gian. Họ làm một bản demo cho dự án và ngay sau đó được chỉ định là nhóm phát triển trò chơi. Dù tách biệt với loạt Final Fantasy nhưng Bravely Default vẫn giữ lại hệ thống chiến đấu và thế giới chung với Final Fantasy. Theo Asano, đây là một sự lựa chọn có chủ đích nhằm đem lại cho người chơi Final Fantasy một cảm giác thoải mái quen thuộc. Trong phần trả lời dành cho người hâm mộ, Asano xác nhận ông thiết kế cốt truyện theo phong cách Final Fantasy để người chơi ít gặp khó khăn khi bắt đầu chơi.
Câu chuyện và lối chơi chịu ảnh hưởng bởi các trò chơi điện tử và chương trình truyền hình phương Tây. Asano mô tả sự kết hợp này cho ra kết quả là một "trò chơi nhập vai Nhật Bản pha nội dung kiểu Mỹ". Thách thức chính đối với đội ngũ sản xuất là làm cho Bravely Default trở thành một game nhập vai truyền thống mà không quá cổ điển. Dù vậy, vì cả nhóm đều rất hâm mộ Final Fantasy và Dragon Quest nên các tính năng cũ vẫn hiện diện và đều được những người mới chơi đánh giá cao. Asano muốn tập hợp những yếu tố cốt lõi của thể loại nhập vai (đánh trận, phát triển và kết nối) trong Bravely Default. Đây là yếu tố quan trọng tạo ra trải nghiệm mà bất cứ ai cũng có thể thưởng thức, ngay cả khi họ chưa từng chơi RPG.
Trong quá trình phát triển, nhóm quyết định trò chơi này nhắm đến những người hâm mộ RPG Nhật Bản lâu năm, vì họ không tin rằng trò chơi có thể thành công ở phương Tây vào thời điểm đó. Ở giai đoạn phát triển ban đầu, Bravely Default là một trò chơi nhập vai hành động, một thể loại mà Silicon Studio từng làm việc với 3D Dot Game Heroes trước đây. Sau khi phát triển một bản dựng nguyên mẫu và trình bày cho Asano xem, họ quyết định biến hệ thống chiến đấu thành một mô hình đánh theo lượt truyền thống. Ban đầu, Asano hình dung ra một hệ thống tương tự như chỉ số Tension, vốn được sử dụng trong nhiều trò chơi Dragon Quest, nhưng nhà thiết kế Nakahara Kensuke muốn một cái gì đó thú vị hơn. Ông cũng rất bực mình khi phần lớn các trùm trong cả Dragon Quest lẫn Final Fantasy đều có hai hoặc nhiều hành động mỗi lượt, trong khi các nhân vật chỉ có một. Sau khi cân nhắc, Nakahara ra quyết định về một hệ thống gồm các nhân vật có thể tăng điểm bằng cách không thực hiện các hành động trong một lượt, mà còn để sử dụng sau này, hoặc dự trữ để nhân vật có thể hành động nhiều lần trong một lượt, giống với hệ thống trong Higurashi no Naku Koro ni. Trong giai đoạn cuối của quá trình phát triển trò chơi, nhóm phải thực hiện một số chỉnh sửa và thay đổi vào phút cuối để đảm bảo trò chơi có thể mang lại hiệu suất tốt nhất. Do cơ chế của trò chơi, việc cân bằng trở thành một phần chính trong quá trình phát triển sau này.
Vì muốn đưa các yếu tố tích cực từ thị trường trò chơi mô phỏng xã hội vốn đang rất thịnh hành vào Bravely Default, Asano định nghĩa khái niệm cốt lõi của Bravely Default là "ai cũng có thể chơi được". Trò chơi mô phỏng xã hội được tạo thành từ ba yếu tố khác nhau: khả năng sử dụng bạn bè thông qua StreetPass nhằm giúp xây dựng lại Norende, khả năng triệu tập các nhân vật của bạn bè vào trận chiến dưới dạng triệu hồi và tùy chọn "Abilink" cho phép người chơi mượn cấp độ Job của nhau. Tùy chọn triệu hồi ban đầu là một màn hình hiển thị nhân vật được triệu hồi một cách đơn giản, nhưng mọi người quyết định làm cho chuỗi triệu hồi phức tạp hơn. Asano muốn nó có tác động nhiều hơn, nên ông yêu cầu một phông chữ tươi sáng hơn. Kiểu dáng này bị ảnh hưởng bởi nhóm nhạc thần tượng Nhật Bản AKB48 trong một bộ phim truyền hình.
Việc sử dụng StreetPass là để tách biệt Bravely Default với các trò chơi nhập vai khác vào thời điểm đó, thỏa mãn một phần mong muốn của Asano là tạo ra một cái gì đó mới. Một tính năng đáng chú ý khác là tăng cường thực tế (AR). Nintendo cung cấp bộ công cụ phát triển phần mềm và Silicon Studio triển khai những cảnh phim AR đó vào trò chơi. Một mánh lới quảng cáo độc đáo khác là sử dụng máy ảnh của chính hệ máy để phản chiếu hình ảnh của người chơi vào khu vực đấu trường trong trận chiến với trùm cuối.
Trưởng nhóm nhóm nhạc Sound Horizon Revo phụ trách phần âm nhạc. Asano liên lạc với Revo để nhờ cộng tác khi ông nghe album Chronicle 2nd vào năm 2004. Trong quá trình làm việc, Revo được phép xem trước bản ROM của trò chơi, rồi thảo luận về tầm nhìn và mục tiêu phát triển của trò chơi với Asano. Mặc dù số lượng bản nhạc được thỏa thuận ban đầu là từ 20 đến 30, nó đã tăng lên gần gấp đôi trong quá trình sản xuất, khi Revo thấy các tình huống khác nhau trong trò chơi cần chất âm riêng. Revo nhắm vào phong cách âm nhạc hoài cổ, ám chỉ đến Final Fantasy, Dragon Quest và loạt SaGa. 
Trong quá trình ghi âm, các bản nhạc gắn liền với những cảnh hành động, chẳng hạn như "Scene of Normal Battle" hoặc "Song of Asterisk Holder Warfare". Nhạc sĩ cũng sáng tác thêm nhiều bài chiến đấu, mỗi bài có nhịp độ nhanh hơn tùy thuộc vào bối cảnh. Các buổi thu âm của Revo liên kết chặt chẽ với cơ chế tạo ra nguồn âm của trò chơi, vì vậy âm nhạc rất phù hợp với không gian lưu trữ giới hạn của 3DS mà không hề làm mất đi chất lượng. Môi trường âm thanh trong game được tạo ra để có thể nghe rõ bằng loa của 3DS. Mặc dù vẫn có những lo ngại về giới hạn lưu trữ của hệ máy 3DS, nhưng cuối cùng được minh chứng là rất ít.

### Khung cảnh và thiết kế nhân vật
Tên của trò chơi thể hiện chủ đề chính: không mù quáng đi theo ý muốn của người khác, mà theo mong muốn của bản thân. "Bravely" tượng trưng cho lòng can đảm, trong khi "Default" tượng trưng cho sự từ chối. Phụ đề là một trong nhiều đề xuất của nhóm, và Asano chọn sau khi nó giúp chốt tên chính thức của nhân vật Airy: trước thời điểm này, cô chưa có tên và thường được gọi là "nhân vật chủng tộc Navi". Kịch bản dự thảo ban đầu có từ khóa là "lỗ hổng lớn", ám chỉ Great Chasm bên dưới Norende, và "thế giới song song", ám chỉ nhiều phiên bản của thế giới Luxendarc mà người chơi sẽ gặp phải trong suốt cuộc hành trình. Phần lớn kịch bản chính và cốt truyện của nhiệm vụ phụ được lồng tiếng toàn bộ, với dàn lồng tiếng chính có lượng đối thoại lớn hơn nhiều so với các nhân vật khác. Theo chủ đề cổ điển, máy móc hiện đại và nhiều thần thoại trên thế giới.
Hayashi Naotaka, một biên kịch viên tại 5pb, đảm nhận viết kịch bản cho trò chơi. Công việc đáng chú ý nhất vào thời điểm đó là visual novel Steins;Gate. Sau khi chơi qua Steins;Gate theo lời đề nghị của một nhân viên khác, Asano quyết định rằng Hayashi có thể tạo ra những nhân vật hấp dẫn và kịch bản đáng ngạc nhiên cần thiết cho câu chuyện, và hỏi ý Hayashi khi bắt đầu làm Bravely Default. Một lý do khác mà Asano muốn Hayashi chấp bút, là do cốt truyện sử dụng nhiều thế giới song song. Công việc của Hayashi trong trò chơi liên quan đến việc tạo ra cốt truyện và thiết lập nhân vật. Trong khi ông cũng đảm nhận phần lớn hội thoại trong trò chơi, công việc chi tiết hơn được giao cho các biên kịch tại Square Enix và Silicon Studio.
Một trong những biên kịch viên sau đó là Ajiro Keiichi của Silicon Studio, ông là người viết nội dung Notebook cho D. Ajiro, cũng như tạo ra các phác thảo ban đầu cho Asano. Khái niệm cốt truyện được giữ nhịp đơn giản, nhưng độ phức tạp tăng lên trong quá trình biên soạn. Trong quá trình đó, Square Enix đưa ra hướng dẫn về các nhân vật và câu chuyện cho Hayashi: ví dụ, Asano muốn các anh hùng và nhân vật phản diện phải có đối trọng như nhau, cùng với việc nâng cao lứa tuổi mục tiêu của trò chơi. Thứ mà Hayashi cần nhớ trong quá trình viết là phải giới hạn độ dài của đoạn đối thoại. Asano đưa ra các yêu cầu cụ thể như một câu thoại phải nằm trong giới hạn 22 ký tự và không quá nhiều hộp thoại.
Yoshida Akihiko là nhà thiết kế nhân vật chính kiêm giám đốc chỉ đạo nghệ thuật, tác phẩm gây chú ý trước đây của ông gồm Final Fantasy Tactics và Tactics Ogre: Let Us Cling Together. Trái ngược với nhiều tác phẩm trước đó, Yoshida sử dụng một thiết kế mạnh mẽ hơn và chọn phong cách tô màu. Ông thiết kế nhân vật Agnès nhằm thể hiện sự cô đơn và hiểu rõ về số phận của cô, cũng như tính cách dễ thương và thân thiện. Tiz được thiết kế để truyền tải một nhân cách mạnh mẽ, như đại diện cho chính người chơi. Đối với các phân cảnh trong trò chơi, Yoshida vẽ theo văn thơ của trẻ em châu Âu. Các môi trường trong trò chơi như thị trấn và thế giới bên ngoài được tạo ra bằng cách sử dụng hình vẽ đặc biệt ánh xạ tới bố cục 3D, chuyên dùng để mô phỏng sách ảnh cổ xưa. Việc hoàn thiện phong cách nghệ thuật mất một thời gian dài, trải qua nhiều thử nghiệm và phát sinh rất nhiều lỗi. 
Các họa sĩ khác phụ trách thiết kế dàn nhân vật phụ là Ōkubo Atsushi, nổi tiếng với phim hoạt hình Nhật Bản Soul Eater, thiết kế Einheria và trang phục cho Valkyrie; Ishikawa Hideki thiết kế Erutus Profiteur và Merchant, ông từng thiết kế nhân vật cho trò chơi điện tử Lord of Vermilion; từng làm việc trong loạt Basara Sengoku, nay Makoto Dorin thiết kế Kamiizumi và Swordmaster. Từng làm việc trong loạt tiểu thuyết Katanagatari, Take thiết kế Red Mage Flore DeRossa và Red Mage. Foo Midori, một họa sĩ chuyên viết tiểu thuyết và tham gia đồ họa cho nhiều trò chơi trực tuyến, thiết kế Qada và Salve Maker.

## Phát hành
Bravely Default công bố lần đầu tiên vào tháng 9 năm 2011, dưới tựa gốc bằng tiếng Nhật, là một trong những game chủ lực cho hệ máy 3DS năm 2012 của Nintendo, cùng với các tựa như Monster Hunter 4 và Fire Emblem Awakening. Từ tháng 2 đến tháng 9 năm 2012, năm bản chơi thử khác nhau lần lượt phát hành thông qua Nintendo eShop. Bản chơi thử đầu tiên giới thiệu Agnès và cách điều khiển nhân vật. Phát hành vào tháng 3, bản thứ hai xuất hiện nhân vật Tiz và vài cảnh khám phá thị trấn. Bản chơi thử thứ ba phát hành vào tháng 6 và giới thiệu hệ thống chiến đấu và Edea. Phát hành vào tháng 8, bản chơi thử thứ tư có Ringabel xuất hiện, giới thiệu các Job cùng hệ thống tùy biến nhân vật. Phát hành vào tháng 9 và cũng là cuối cùng, bản chơi thử thứ năm bao gồm các tính năng từ tất cả các bản trước đó, các yếu tố Friend Summons và tái thiết xã hội như Abilink và Norende. Việc phát hành bản chơi thử thứ năm cũng kết thúc việc bán các bản chơi thử khác. Các bản chơi thử phát triển song song với trò chơi chính dưới dạng những trải nghiệm độc lập, vẫn dựa theo một số điểm trong trò chơi. Hãng cũng giới thiệu một nhóm chuyên nhận phản hồi để điều chỉnh lối chơi. Mỗi bản chơi thử bao gồm một bộ phim AR có một trong những nhân vật chính.
Bravely Default chính thức phát hành vào ngày 11 tháng 10 năm 2012. Cùng với phiên bản tiêu chuẩn, Square Enix phát hành phiên bản sưu tập, bán độc quyền thông qua cửa hàng trực tuyến. Phiên bản nhà sưu tập bao gồm một poster AR, một bản nhạc, một cuốn sách hình vẽ và một vỏ bảo vệ 3DS cùng chủ đề. Nội dung có thể tải xuống dưới dạng bổ sung trang phục cho nhân vật phát hành thông qua mã khuyến mại và nội dung sau phát hành. Một phiên bản cập nhật có tựa đề Bravely Default: For the Sequel, công bố vào tháng 8 năm 2013 trong Weekly Shōnen Jump bản phát hành vào ngày 5 tháng 12 năm đó.
Đối với For the Sequel, có hơn một trăm cải tiến và điều chỉnh khác nhau: bao gồm các vị trí lưu bổ sung, độ khó bổ sung, tùy chọn lưu tự động, các cảnh phụ mới, các yếu tố trò chơi mới như khả năng "Bravely Second" và phụ đề bằng nhiều ngôn ngữ. Những thay đổi này dựa trên bảng câu hỏi do công ty gửi cho người dùng sau khi phát hành phiên bản gốc. Theo các nhân viên, For the Sequel được dự định là "phiên bản thử nghiệm" cho phần tiếp theo, bắt đầu phát triển sau thành công của Bravely Default.

### Phát hành ra ngoài
Trước bất kỳ thông báo chính thức nào về việc phát hành ở phương Tây, nhiều nhà báo trích dẫn Bravely Default là một trò chơi nên được phát hành rộng ra cho các thị trường phương Tây. Tháng 10 năm 2012, Asano tuyên bố không có kế hoạch cho phiên bản nước khác, nhưng người hâm mộ nên tiếp tục yêu cầu để xác nhận nguyện vọng của họ. Bản dịch chính thức được công bố vào tháng 4 năm 2013. Nintendo đảm nhận nhiệm vụ xuất bản ở nước ngoài. Phiên bản phương tây dựa trên bản mở rộng For the Sequel, phát hành ở châu Âu vào ngày 6 tháng 12 năm 2013. Một báo cáo sai trước đó trong báo cáo tài chính của Nintendo, đề cập bản phát hành tại châu Âu sẽ là vào năm 2014, nhưng sau đó Nintendo of Europe đã sửa lại. Tại Úc, trò chơi phát hành vào ngày 7 tháng 12. Tại Bắc Mỹ, trò chơi phát hành vào ngày 7 tháng 2 năm 2014. Cả ở Bắc Mỹ và Anh phát hành thêm một phiên bản dành cho nhà sưu tập, bao gồm nhạc phim, sách tranh nghệ thuật và hơn ba mươi thẻ AR. Ấn bản ở Anh có thêm một bức tượng Agnès nhỏ. Trò chơi phát hành tại Hàn Quốc vào ngày 16 tháng 4, mặc dù không được dịch sang tiếng Hàn, trái ngược với các bản phát hành khác của Nintendo như Shin Megami Tensei IV.
Bill Black và công ty Binari Sonori của ông đảm nhận quá trình bản địa hóa, tác phẩm trước đó của công ty là Demons' Score cho Square Enix và World of Warcraft: The Burning Crusade cho Blizzard Entertainment. Một nhân viên chủ chốt khác là Timothy Law, biên tập viên chuyên về dịch thuật của Square Enix, ông giám sát việc dịch và ghi âm giọng nói. Một yếu tố quan trọng của bản dịch đó là phải tạo ra một thách thức mới trong hội thoại, khi bản dịch ra tiếng nước ngoài được yêu cầu phải có cách chơi chữ tương đương với cách chơi chữ sử dụng trong bản tiếng Nhật. Một ví dụ về điều này là nghề Performer và người được trang bị Job đó, sau này đã được điều chỉnh tên lại sau khi cân nhắc nhận thức về giới tính của người dân Châu Âu. Một ví dụ khác là nhu cầu tạo ra những câu đùa vô nghĩa trong tiếng Nhật, chẳng hạn như Agnès bình luận về việc tìm kiếm một "bùa may mắn". Tựa phụ "Flying Fairy" cũng bị bỏ đi khi phát hành ở phương Tây vì nó có thể gây ấn tượng sai về nội dung thân thiện với gia đình do nhận thức văn hóa khác nhau đối với Nhật Bản.
Các diễn viên lồng tiếng người Anh được chọn lựa kỹ càng để có chất âm nghe giống với các diễn viên lồng tiếng người Nhật nhất có thể, và cả các điều chỉnh đối với nhân vật thông qua diễn xuất của diễn viên: bao gồm việc làm cho Ringabel gợi tình hơn và điều chỉnh tiếng gầm gừ giận dữ của Edea giữa các phiên bản ngôn ngữ. Trò chơi sử dụng cả bản lồng tiếng Anh và Nhật, cùng với phụ đề bằng nhiều ngôn ngữ. Bản dịch phương Tây có sự kiểm duyệt liên quan đến một số tài liệu khiêu dâm trong bản gốc: độ tuổi của các nhân vật chính tăng lên để không còn dưới tuổi vị thành niên theo tiêu chuẩn của phương Tây, như 15 tuổi thay đổi thành 18 tuổi, và hai trong số các trang phục của nhân vật nữ chính cũng chỉnh sửa để trở nên kín đáo hơn.

## Tiếp nhận
Trò chơi nhận được những đánh giá rất tích cực. Famitsu rất thích cốt truyện, mặc dù những người đánh giá không đi sâu vào chi tiết. Edge nói cốt truyện mang tính "phong phú và chi tiết", thích thú với sự thay đổi bất ngờ so với các thể loại hiện tại và các yếu tố kể chuyện theo chiều hướng đen tối, mặc dù trải nghiệm bị ảnh hưởng bởi chất lượng cốt truyện. Andrew Fitch của Electronic Gaming Monthly nhận thấy cốt truyện và các nhân vật khá thú vị, thậm chí là "xuất sắc" trong một số trường hợp, trong khi Ben Moore của GameTrailers lưu ý cốt truyện không dám mạo hiểm, dù có những khúc mắc thú vị, và nhận thấy trò chơi bị sa lầy quá nhiều vào những điềm báo xoay quanh biến đổi lớn trong cốt truyện.
Jeff Marchiafava của Game Informer thấy cốt truyện và các nhân vật của trò chơi "đầy rẫy những lời sáo rỗng", và gọi các màn đối thoại là "quá dài dòng"  dù diễn biến cuối có phần cải thiện trên cả hai khía cạnh. Viết cho Eurogamer, Simon Parkin thấy cốt truyện ít "bất thường" hơn so với các khía cạnh khác, nhưng ca ngợi việc nó không ngần ngại tự châm biếm và thích thú với việc Hayashi phá vỡ những khuôn sáo của thể loại một cách tinh tế. John Robertson của GameSpot tỏ ra khá tiêu cực, nói trò chơi khởi đầu không tốt và không không thể thoát khỏi cái ấn tượng xấu ban đầu đó. David Evans của IGN khen ngợi sức mạnh của các nhân vật, nhưng nhận thấy nhịp độ của cốt truyện đôi khi còn gặp khó khăn. Tuy thấy có nhiều nhân vật hấp dẫn, Danielle Riendeau của Polygon nhận xét cốt truyện "giống như một trò đùa của những trò đùa hơn là sự độc đáo của riêng nó [về mặt thể loại]". Chandra Nair của Official Nintendo Magazine đánh giá cốt truyện và nhân vật "cực kỳ ấn tượng", còn Bradly Halestorm của Hardcore Gamer thấy cốt truyện tốt và dàn nhân vật chính thú vị. Alex Fuller của RPGamer cũng thấy dàn nhân vật chính khá thú vị, khen ngợi các tương tác Party Chat và cốt truyện, mặc dù ban đầu trông trò chơi quá đơn giản.
Về tổng thể, lối chơi cũng nhận nhiều lời khen ngợi. Chuyên trang đánh giá Edge rất thích cơ chế Bravely và Default, đánh giá là đơn giản mặc dù thời gian khởi chạy khá là "cồng kềnh". Fitch cũng thích cơ chế trò chơi, nhưng nhận thấy các yếu tố xã hội kém thành công hơn, mặc dù không hẳn làm ông khó chịu. Moore ca ngợi hệ thống chiến đấu và việc triển khai hệ thống Job, mặc dù hệ thống này đòi hỏi phải nghiên cứu mới có thể mở khóa giá trị. Ông cũng ca ngợi khả năng điều chỉnh tỷ lệ chạm trán và tốc độ chiến đấu, đồng thời ghi nhận các tính năng xã hội là tích cực và các hoạt động thứ cấp hấp dẫn. Marchiafava nhận thấy hệ thống chiến đấu và nghề nghiệp được tổ chức hợp lý trong toàn bộ trò chơi, và cũng giống như Moore, thấy hệ thống xã hội thú vị. Nair khen ngợi tính tích cực về chiến lược và chiều sâu mà lối chơi đem lại, mặc dù chỉ trích số lượng tùy chọn làm tăng lượng thời gian của trận chiến. Cả Evans và Robertson đều khen hệ thống chiến đấu và lối chơi nói chung, trong đó, Robertson cho rằng hệ thống chiến đấu là sự đổi mới với thể loại này.
Riendeau nhận thấy chiều sâu và chất lượng mà hệ thống chiến đấu mang lại cho cô cảm giác phấn khích khi tiêu diệt thành công đối thủ, nhưng cũng thấy chuyện bị buộc phải tăng chỉ số kinh nghiệm xuất hiện sau đó gây ảnh hưởng tiêu cực đến trải nghiệm. Parkin gọi cơ chế Brave và Default là "đúng ngay trọng tâm–và tuyệt vời–về mặt ý tưởng". Nhận thấy các giao dịch gây "lãng phí tiền bạc", Fuller rất thích cơ chế chiến đấu và các tính năng thân thiện với người dùng. Halestorm đồng tình với những người đánh giá khác khi xét đến quan điểm tích cực về hệ thống chiến đấu, đồng thời ca ngợi số lượng và chất lượng nội dung của trò chơi. Nhiều người có đánh giá tích cực so sánh lối chơi và phong cách với các trò chơi Final Fantasy trước đó. Nhưng nhiều nhà phê bình ở phương Tây lại bình luận tiêu cực về chuyện các trận đánh bị lặp đi lặp lại vào cuối trò chơi.
Hình ảnh và cách trình bày thu hút nhiều ý kiến trái chiều. Famitsu khen ngợi mảng đồ họa, trong khi Edge ngưỡng mộ phong cách nghệ thuật và thiết kế quái vật, vui mừng vì những hạn chế phần cứng mà The 4 Heroes of Light gặp phải đã không xuất hiện trong Bravely Default. Marchiafava khen đồ họa của trò chơi "đẹp" và tán dương phần nhạc nền, còn phần lồng tiếng tiếng Anh là "nửa trúng nửa trượt". Fuller ít bị ấn tượng về mặt hình ảnh, nhưng nhận thấy âm nhạc rất xuất sắc. Halestorm không nghĩ rằng đây là đồ họa tốt nhất trên 3DS, khen ngợi vẻ ngoài cách điệu và hiệu ứng 3D được thực thi tốt, và gọi nhạc nền "hết sức thôi miên". Nair khen ngợi phần âm thanh, mặc dù có ít thay đổi trong phối nhạc và nhận xét hình ảnh "tuyệt đẹp". Evens khen đồ họa từng nhân vật vì vẻ ngoài "đơn giản và nổi bật", và tác phẩm nghệ thuật trên khung nền cách điệu. Riendeau nhận xét tính thẩm mỹ của trò chơi mới là thứ khiến bà để mắt đến, trong khi câu chuyện lại không làm được. Parkin gọi ảnh nền là "không giống như bất kỳ cái gì khác". Robertson đánh giá đồ họa của trò chơi là "nổi bật và hấp dẫn".

### Doanh số bán hàng
Trong tuần đầu tiên ra mắt, Bravely Default đứng đầu bảng xếp hạng với doanh số 141.529 bản, được đánh giá là màn ra mắt ấn tượng cho một trò chơi mới. Có tỷ lệ bán ra hơn 85%. Doanh thu và tỷ lệ bán này cao hơn đáng kể so với tiền nhiệm  The 4 Heroes of Light. Cuối tháng 1 năm 2013, doanh số đạt 300.000 bản chỉ tính trong Nhật Bản. For the Sequel ra mắt ở vị trí thứ 8 trong bảng xếp hạng trò chơi điện tử, bán được 35.617 bản.
Đến năm 2014, For the Sequel bán được 59.300 bản, trở thành trò chơi bán chạy thứ 160 trong năm. Tại Bắc Mỹ,  Bravely Default đạt doanh số bán ra đợt đầu tiên cao nhất, đứng vị trí thứ 10 trong bảng xếp hạng doanh số của NPD Group với 200.000 bản. Tháng 7 năm 2014, có báo cáo cho rằng Bravely Default bán được một triệu bản trên toàn thế giới: 400.000 bản ở Nhật Bản, và 600.000 ở nước ngoài.

### Giải thưởng
Famitsu trao cho trò chơi giải "Rookie Award" tại sự kiện Giải thưởng năm 2012, và cả Giải thưởng Dengeki Online Consumer Award năm 2012, giải thưởng được trao khi trò chơi đánh bại Persona 4 Golden và Rune Factory 4. Tại Japan Game Awards (giải thưởng game Nhật Bản), trò chơi nhận giải Future Game Award (giải thưởng game tương lai) vào năm 2012 rồi giải Excellence Award (giải cho cống hiến xuất sắc) vào năm 2013. Sau đó giành giải 3DS Game of the Year (game 3DS của năm) năm 2014 của GameSpot. Tại National Academy of Video Game Trade Reviewers (NAVGTR) năm 2014, Bravely Default được đề cử cho hạng mục "Game, Original Role Playing". IGN và GameSpot xếp Bravely Default là một trong những trò chơi hay nhất trên 3DS vào năm 2013 và 2014.

## Ảnh hưởng
Trái với những gì Square Enix từng suy đoán rằng sẽ dễ gặp thất bại như mọi trò chơi nhập vai truyền thống khác, thành công của Bravely Default khiến họ phải xem xét lại chiến lược ban đầu cho đến thời điểm đó. Hãng bắt đầu hướng tới việc phát triển các tựa trò chơi phù hợp với phương Tây thay vì chỉ tập trung vào thị trường Nhật Bản. Theo các nhà phát triển, không ai trong số họ tin rằng trò chơi có thể phát hành ở nước ngoài và bị choáng ngợp bởi những phản hồi tích cực của người hâm mộ. Một manga có tựa Bravely Default: Flying Fairy đăng tải trên mạng thông qua Famitsu. Hai tập tổng hợp lần lượt phát hành vào năm 2015 và 2016. Hai cuốn sách bổ sung, phát hành với tựa Bravely Default: The Pocketbook of R, phát hành vào tháng 12 năm 2013. Ngoài ra, hai CD phim truyền hình có các câu chuyện bổ sung phát hành trong năm 2013 và 2014. Nhạc nền của trò chơi còn xuất hiện ở Theatrhythm Final Fantasy dưới dạng DLC.
Một trò chơi trên trình duyệt có tựa Bravely Default: Praying Brage, bắt đầu mở phiên bản beta vào ngày 11 tháng 11 năm 2012 do NHN Hangame phát triển. Praying Brage diễn ra ở bối cảnh 200 năm sau trò chơi gốc và có một dàn nhân vật mới, phù hợp với bốn lực lượng theo chủ đề các nguyên tố tinh thể của Luxendarc. Một phần phụ khác, Bravely Archive: D's Report, phát hành cho thiết bị di động vào ngày 22 tháng 1 năm 2015. Giống như Praying Brage, trò chơi lấy bối cảnh ở xa trong tương lai, dựa theo một kịch bản thay thế bắt nguồn từ các sự kiện của Bravely Default cùng các nhân vật nổi bật từ Praying Brage. Đến tháng 8 năm đó, D's Report đạt hơn bốn triệu lượt tải xuống. Phần tiếp theo xác nhận là đang phát triển vào đầu năm 2013.
Trò chơi mới, Bravely Second: End Layer, chính thức công bố vào tháng 12 năm 2013. Trò chơi phát hành tại Nhật Bản vào năm 2015 và ở nước ngoài vào năm 2016. Trong một cuộc phỏng vấn với tạp chí Nhật Bản Dengeki, Asano nói lý tưởng nhất là phát hành một trò chơi Bravely mới mỗi năm. Sau khi phát hành trò chơi thứ hai, Asano hợp tác với nhà sản xuất của Square Enix là Masashi Takahashi và xưởng Acquire để phát triển một trò chơi nhập vai truyền thống mới, sau khi chứng kiến phản ứng quá tốt của loạt Bravely. Trò chơi này chính là Octopath Traveler, công bố vào tháng 1 năm 2017 và phát hành trên toàn thế giới cho Nintendo Switch vào tháng 7 năm 2018, theo sau là phiên bản PC, phát hành vào tháng 6 năm 2019.
Phần thứ ba trong loạt Bravely, Bravely Default II công bố tại The Game Awards 2019, độc quyền cho hệ máy Nintendo Switch. Hai năm trước ngày Giáng sinh năm 2017, nhà thiết kế nhân vật Yoshida Akihiko đăng hình Edea đang cầm một cặp Joy-Con lên Twitter. Ngoài ra, sau khi Octopath Traveller bán ra hơn 1 triệu bản, một hình minh họa khác trên Twitter được tung ra để ăn mừng sự kiện này, với tám thành viên trong nhóm, tương tự như Airy trong trò chơi đầu tiên. Cách thức hoạt động của phần tiếp theo sẽ đánh số tương tự như nhượng quyền thương mại  Final Fantasy, phần mới này diễn ra trong một thế giới mới, tách biệt với các trò chơi trước đó, cùng một dàn nhân vật mới. Team Asano đảm nhận việc phát triển và Revo sáng tác nhạc, với lối chơi cốt lõi hiện do Claytechworks đảm nhiệm thay vì Silicon Studio. Trò chơi phát hành trên toàn thế giới vào ngày 26 tháng 2 năm 2021.